# 辻信一
辻 信一（つじ しんいち ・本名　大岩圭之助）は、日本の文化人類学者、環境運動家。明治学院大学名誉教授。 

## 経歴
＜略歴＞
環境・文化アクティビスト。文化人類学者。NGO「ナマケモノ倶楽部」代表。「スローライフ」、「ハチドリのひとしずく」、「１００万人のキャンドルナイト」、「しあわせの経済」、「ローカリゼーション」などのキャンペーンを展開。著書に『スロー・イズ・ビューティフル』（平凡社）、『ゆっくり小学校』（SOKEIパブリッシング）、『弱虫でいいんだよ』（ちくまプリマー新書）など。映像作品に『サティシュの学校』など、DVDブックシリーズ全９作がある。
＜詳細＞
環境・文化アクティビスト。文化人類学者。NGO「ナマケモノ倶楽部」代表。1952年、東京生まれ。兄は建築家・環境運動家の大岩剛一（2019年逝去）。「辻信一」は、尊敬する哲学者、鶴見俊輔から授かったペンネーム。
1972年、早稲田大学文学部入学、同年冬退学。1977年、北米に渡り、さまざまな職業に従事しながらカナダ、アメリカの諸大学で哲学、文化人類学を学ぶ。。1988年、米国コーネル大学で人類学博士号を取得。博士論文は「Tradition and Social Change: An Ideological Analysis of the Montreal Jewish Immigrant Ghetto in the Early Twentieth Century」。
その後カナダ・マッギール大学研究員としてモントリオールに在住。その間、日本の諸雑誌に寄稿。1988年に『ヒア・アンド・ゼア――北米大陸ホーボー通信』（思想の科学社）、1990年に『日系カナダ人』（晶文社）を上梓。1989年から1990年にかけて、メキシコのエル・コレヒヨ・デ・メヒコ大学院大学客員教員を務める。
1991年に帰国、明治学院大学国際学部教員として文化人類学などを担当。翌1992年には国際会議「もうひとつのコロンブス500年――先住民族の英知に学ぶ」を主宰。先住民族、マイノリティ研究、身体性などをテーマに研究・執筆活動を行いながら、社会運動や環境運動への関与を深める。また学生や一般の希望者を募って、北米、中南米、アジア各地へのフィールド・トリップやツアーを実施。現地住民との親密な連携を基礎に独自の「エコカルチャー・ツーリズム」をつくり上げた。
1995年より「マングローブ植林行動計画（アクトマン）」の一員としてエクアドルでの環境保全活動に参加。1999年、中南米の森に棲む動物ナマケモノの低エネ、循環型、共生、非暴力の生き方から、持続可能な社会や暮らしのヒントを学び、提案しようというNGO「ナマケモノ倶楽部」を立ち上げ、以来その代表を務める。このNGOを中心に環境運動と文化運動、そしてエコビジネス運動を融合させた社会変革運動を展開する。
2001年に『スロー・イズ・ビューティフル――遅さとしての文化』（平凡社）を出版、「スローライフ」という新しい思想を世に広めた。フェアトレード・ビジネスの先駆者でナマケモノ倶楽部の共同設立者である中村隆市氏とともに、「スロービジネス」を提唱、自ら「スロー」、「カフェスロー」、「スローウォーターカフェ」、「ゆっくり堂」などの起業に参画した。
2001年、アメリカのブッシュ政権が発表した原子力発電の拡大を含むエネルギー政策に反対する国際的なキャンペーンに共鳴、日本での自主停電運動を提唱。同年5月にオープンした「カフェスロー」で、電気を使わない「暗闇カフェ」を開催。2003年には夏至と冬至の夜の２時間、「でんきを消して、スローな夜を」を合言葉とする「100万人のキャンドルナイト」を呼びかけ、以来、呼びかけ人を務める。また、ナマケモノ倶楽部の「アンペアダウン」キャンペーンなどを通じて、省エネ・脱原発運動を展開した。
2005年以来、世界に向けてGNH（国民総幸福）を唱えるブータンを度々訪問してフィールドワークを進める一方、日本における経済至上主義からの脱却を目指すＧＮＨキャンペーンを主導。2008年、その成果を『GNH――もうひとつの豊かさへ、10人の提案』（辻信一編著・大月書店）にまとめた。
2009年より「アジアの叡知」をテーマにした映像インタビューシリーズを映像作家・本田茂氏と着手。DVDブック『サティシュ・クマールの今、ここにある未来』、DVD『川口由一の自然農という幸せ』、DVDブック『レイジーマン物語』（ゆっくり堂）などこれまでに８巻が刊行された。
3・11東日本大震災と福島原発事故以後は、ナマケモノ倶楽部を中心に「ポスト3・11時代を創る」キャンペーンを展開。その成果は『ホーキせよ！』（ナマケモノ倶楽部）として出版された。また、友人である上野宗則氏と、サティシュ・クマールの「スモール・スクール」に着想を得た「大人のためのアンラーン＜学びほぐし＞の場づくり」を掲げ、2012年から2018年まで「ゆっくり小学校」プロジェクトに取り組み、延べ100名近くの「小」学生と学びと遊びの時間を共にした。
2017年より3年間、ヘレナ・ノーバーグ＝ホッジが提唱する「ローカリゼーション運動」を日本に紹介しようと「しあわせの経済」国際フォーラムの開催に尽力。企業、団体、NGO、学生といった多様なセクターで構成される実行委員会をまとめあげた。
2020年１月、最終講義を一般公開で行い、各地から教え子や市民約300名が参加。同年3月、明治学院大学国際学部を定年退職。同学部名誉教授になる。
現在も環境アクティビストとして講演活動・執筆活動に取り組む中で、特に若い世代の環境・平和活動の応援に時間を割いている。

## 人物
趣味は、音楽鑑賞（ブラック・ミュージックとジャズ）、散歩とヨガ。俳句と落語。古今亭菊千代師匠率いる落語の会“ぼちぼち亭” の立ち上げに関わり、「ぼちぼち亭ぬうりん坊」を名乗る。

## 著書
おもな著書に『スロー・イズ・ビューティフル』（平凡社）、『弱虫でいいんだよ』（ちくまプリマー新書）、『ナマケモノ教授のムダのてつがく』（さくら舎）など。映像作品に『川口由一の自然農というしあわせ』、『ヴァンダナ・シヴァのいのちの種を抱きしめて』、『サティシュの学校ーみんな、特別なアーティスト』など、DVDブックシリーズ全9作がある。
2008年から2011年まで、様々な分野の注目すべき変革者たちとの対話を収めた「ゆっくりノートブック」シリーズ全8巻（大月書店）を刊行。このほか『「ゆっくり」でいいんだよ』（ちくまプリマー新書）、『スローライフのために「しないこと」』（ポプラ社）、『常世の舟を漕ぎて――水俣病私史』（語り：緒方正人、世織書房）、『ハチドリのひとしずく―いま、私にできること』（光文社）など多数の著書を持つ。
訳書として、セヴァン・カリス＝スズキ『あなたが世界を変える日』（学陽書房）、デヴィッド・スズキ『いのちの中にある地球――最終講義：持続可能な未来のために 』（ＮＨＫ出版）、スラック・シワラック『しあわせの開発学――エンゲージド・ブディズム入門』（ゆっくり堂）などがある。
- 『ヒア・アンド・ゼア 北米大陸ホーボー通信』（思想の科学社 1988.7）
- 『日系カナダ人』（晶文社 1990.12）
- 『ハーレム・スピークス 黒人ゲットーの今を生きる』（新宿書房 1995.6）
- 『ブラック・ミュージックさえあれば』（青弓社 1995.10）
- 『常世の舟を漕ぎて 水俣病私史』 緒方正人（語り）、辻信一（構成） （世織書房 1996.4）
- 『スロー・イズ・ビューティフル 遅さとしての文化』（平凡社 2001.9 のちライブラリー）
- 『スローライフ100のキーワード』（弘文堂 2003.7）
- 『ピースローソク 辻信一対話集』（ナマケモノブックス 1）（ゆっくり堂 2003.5）
- 『スロー快楽主義宣言! 愉しさ美しさ安らぎが世界を変える』（集英社 2004.8）
- 『「ゆっくり」でいいんだよ』（ちくまプリマー新書）（筑摩書房 2006.9）
- 『カルチャー・クリエイティブ 新しい世界をつくる52人』（ソトコト新書）（木楽舎 2007.11）
- 『幸せって、なんだっけ 「豊かさ」という幻想を超えて』（ソフトバンク新書）（ソフトバンククリエイティブ 2008.3）
- 『スローライフのために「しないこと」』（ポプラ社 2009.12）
- 『しあわせ』 森雅之（イラスト） （大月書店 2010.9）
- 『ナマケモノ教授のぶらぶら人類学』（素敬 SOKEIパブリッシング 2012.9）
- 『英国シューマッハー校 サティシュ先生の最高の人生をつくる授業』（講談社 2013.3）
- 『「しないこと」リストのすすめ 人生を豊かにする引き算の発想』（ポプラ社 2014.9）
- 『ゆっくり小学校　学びをほどき、編みもどす』（ゆっくり小文庫 2015.4）
- 『サティシュ・クマールの ゆっくり問答with辻信一』サティシュ・クマール（著）、辻信一（監修）（ゆっくり小文庫 2015.4）
- 『弱虫でいいんだよ』（筑摩書房 2015.12）
- 『よきことはカタツムリのように』(春秋社 2016.9)
- 『常世の舟を漕ぎて 熟成版』緒方正人（語り）、辻信一（構成）（ゆっくり小文庫 2020.3）
- 『ナマケモノ教授のムダのてつがく』（さくら舎 2023.1）
- 『サティシュ先生の夢みる大学』（ゆっくり堂 2024.5）

## 共著
- 『スロービジネス』 中村隆市 （ナマケモノブックス 2）（ゆっくり堂 2004.10）
- 『だきしめてスローラブ ゆるやかにしなやかに男と女の性と愛』 三砂ちづる （集英社 2006.8）
- 『そろそろスローフード 今、何をどう食べるのか?』 島村菜津 （ゆっくりノートブック 1）（大月書店 2008.6）
- 『GNH もうひとつの〈豊かさ〉へ、10人の提案』（大月書店 2008.7）
- 『テクテクノロジー革命 非電化とスロービジネスが未来をひらく』 藤村靖之 （ゆっくりノートブック 2）（大月書店 2008.9）
- 『エコとピースの交差点 ラミス先生のわくわく平和学』 C・ダグラス・ラミス （ゆっくりノートブック 3）（大月書店 2008.12）
- 『ゆるゆるスローなべてるの家 ぬけます、おります、なまけます』 向谷地生良 （ゆっくりノートブック 4）（大月書店 2009.3）
- 『いよいよローカルの時代 ヘレナさんの「幸せの経済学」』 ヘレナ・ノーバーグ＝ホッジ （ゆっくりノートブック 5）（大月書店 2009.6）
- 『スローメディスン まるまる治る、ホリスティック健康論』 上野圭一 （ゆっくりノートブック 6）（大月書店 2009.12）
- 『しんしんと、ディープ・エコロジー～アンニャと森の物語』 アンニャ・ライト（ゆっくりノートブック 7）（大月書店 2010.5）
- 『自然農という生き方 いのちの道を、たんたんと』 川口由一 （ゆっくりノートブック 8）（大月書店 2011.5）
- 『ホーキせよ! ポスト3・11 を創る』 ナマケモノ倶楽部 （ゆっくり堂 2012.9）
- 『降りる思想 江戸・ブータンに学ぶ』 田中優子 （大月書店 2012.10）
- 『他力・自力のしあわせ論 こうやって生きれば大丈夫』 野口法蔵 （七つ森書館 2013.6）
- 『弱さの思想 たそがれを抱きしめる』 高橋源一郎 （大月書店 2014.2）
- 『雑の思想　世界の”複雑さ”を愛するために』高橋源一郎（大月書店　2018.11）
- 『あいだの思想　セパレーションからリレーションへ』高橋源一郎（大月書店　2021.6）
- 『自然農という生きかた』　川口由一（ゆっくり堂　2023.9）

## 翻訳
- 『ボディ・サイレント 病いと障害の人類学』 ロバート・F・マーフィー （新宿書房 1992.6 のち平凡社ライブラリー）
- 『わたしは老いる…あなたは? 愛、セックスそして生命』 メリリー・ワイズボード （新宿書房 1998.4）
- 『あなたが世界を変える日』セヴァン・カリス＝スズキ（学陽書房 2003.7）
- 『わたしと地球の約束 セヴァンのわくわくエコライフ』 セヴァン・カリス＝スズキ （大月書店 2005.2）
- 『ネコとサカナ』 ジョーン・グラント、ニール・カーティス （アールアイシー出版 2007.2）
- 『きみは地球だ デヴィッド・スズキ博士の環境科学入門』 デヴィッド・スズキ（著）、キャシー・ヴァンダーリンデン（著）、小形恵共（翻訳） （大月書店 2007.10）
- 『いのちの中にある地球 最終講義：持続可能な未来のために』 デヴィッド・スズキ（著）（日本放送出版協会 2010.9）
- 『しあわせの開発学 エンゲージド・ブディズム入門』 スラック・シワラック（著）、宇野真介（翻訳） （ゆっくり堂 2011.7）
- 『怖れるなかれ（フィア・ノット）— 愛と共感の大地へ』ビノーバ・バーベ（著）、サティシュ・クマール（著）（ゆっくり小文庫 2017.11）
- 『ローカル・フューチャー～”しあわせの経済”の時代がきた』ヘレナ・ノーバーグ＝ホッジ（著）（ゆっくり堂　2017.11）
- 『エレガント・シンプリシティ　「簡素」に美しく生きる』サティシュ・クマール（著）（日本放送出版協会 2021.11）
- 『ラディカル・ラブ』サティシュ・クマール（著）（SOKEIパブリッシング 2024.11）

## 映像作品
- DVD「サティシュ・クマールの 今、ここにある未来with辻信一」（SOKEIパブリッシング 2010）
- DVD「川口由一の 自然農というしあわせwith辻信一」（ゆっくり堂 2011）
- DVD「ファン・デグォンの Life is Peace with辻信一」（ゆっくり堂 2013）
- DVDブック「ヴァンダナ・シヴァの　いのちの種を抱きしめてwith辻信一」（SOKEIパブリッシング 2014）
- DVDブック「スラックとプラチャーの 音もなく慈愛は世界に満ちてwith辻信一」（SOKEIパブリッシング 2015）
- DVDブック「辻信一とともに歩く タシデレ（幸あれ）！ー祈りはブータンの空に」（SOKEIパブリッシング 2016）
- DVDブック「ヒルデガルトー緑のよろこびー」（SOKEIパブリッシング 2017）
- DVDブック「サティシュの学校ーみんな、特別なアーティスト」（SOKEIパブリッシング 2018）
- DVDブック「レイジーマン物語ータイの森で出会った”なまけ者”with辻信一」（ゆっくり堂 2021）